# Goenoeng Malang
Het kamp Goenoeng Malang ook bekend als het Tranendal in Balikpapan op het eiland Borneo, fungeerde tijdens de Japanse bezetting van Nederlands-Indië in de periode van 19 december 1944 tot 17 februari 1945 als interneringskamp.
Balikpapan ligt aan de oostkust van Borneo. Het kamp lag ten westen van de stad. 
Op 19 december 1944 verhuisden de krijgsgevangenen in Balikpapan van artillerie-kampement Sentosa naar een zelfgebouwd bivak bij Goenoeng Malang. De inheemse krijgsgevangenen werden eind 1944 vrijgelaten. Op 17 februari 1945 vertrokken de Europese krijgsgevangenen naar het krijgsgevangenkamp in Bandjermasin. Voor 69 krijgsgevangenen die in januari, februari en april 1945 in drie groepen vanuit Bandjermasin naar Balikpapan waren overgebracht, betekende dit weer een terugkeer.